# Шилов, Игорь Александрович
Игорь Александрович Шилов (9 апреля 1921, Подольск, Московская губерния — 13 февраля 2001, Москва) — советский и российский учёный-эколог и биолог, действительный член РАН с 1994 (член-корреспондент АН СССР с 1984). Один из крупнейших в России теоретиков популяционной экологии, один из основателей экологической физиологии, концепции «пространственно-этологической организации» и функционирования популяционных систем позвоночных. Занимался также зоологией позвоночных животных.

## Биография
Участник Великой Отечественной войны, был награждён орденом Отечественной войны 2-й степени и 8 медалями.
Окончил в 1950 году биолого-почвенный факультет МГУ. В 1965 году получил степень доктора биологических наук. Был профессором кафедры зоологии позвоночных и общей экологии биологического факультета МГУ (с 1966 года). Лауреат Государственной премии СССР 1990 года.
Многие годы он работал на Звенигородской биостанции, где создал вместе с небольшой группой сотрудников лабораторию экспериментальной биологии. Свою научную работу Игорь Александрович совмещал с активной педагогической деятельностью в МГУ. Опубликовал свыше 165 научных работ.
Похоронен в Москве на Донском кладбище.

## Основные труды
- Практикум по экологии наземных позвоночных животных (1961).
- Регуляция теплообмена у птиц (1968).
- Экологические основы популяционных отношений у животных (1977).
- Общая орнитология (соавт. В. Д. Ильичев, Н. Н. Карташёв, 1981).
- Физиологическая экология животных: Учеб. пособие для биол. спец. вузов / И. А. Шилов, 328 с. ил. — М.: Высшая школа, 1985.
- Структура популяций у млекопитающих (соавт. А. М. Баскин, А. А. Никольский, Ю. М. Смирин, С. А. Шилова, 1991).
- Общая зоология: Учеб. для вузов по биол. спец. / С. И. Левушкин, И. А. Шилов, 432 с. ил. 22 см, М. Высш. шк. 1994
- Шилов И. А. Экология: Учебник для биолог. и мед. спец. вузов / Шилов И. А. — М.: Высшая школа, 1997. — 512 с.